# Prionopelta aethiopica
Prionopelta aethiopica é uma espécie de formiga do gênero Prionopelta.